# クレマチス・コアクチリス
クレマチス・コアクチリス（Clematis coactilis）はセンニンソウ属の一種。
アメリカ合衆国バージニア州の西北部に広く分布する。花弁をもたず、花弁のように変化した萼を持ち、原種は花も小さく、花色も限定され、白に近い淡黄または、薄い紫の色が入った種も確認されている。チューリップ咲き（釣鐘型）、その表面に多数の綿毛をはやす。結実後、種子の先端に鞭状の突起がある。葉は、細長いスペードまたはハート形で対生である。交配により半つる性の存在も確認されているが、原種は直立形が原形である。

## 園芸品種の特徴
クレマチスは大きく分けて、つるを残し越冬する旧枝咲き、新旧両枝咲きと地上部が枯れ翌年に新枝を伸ばす新枝咲きがあるが、コアクチリスは冬季に地上部の殆どが枯れ翌年春に新枝を伸ばす新枝咲きである。園芸品種としては主に種子による実生、または株分けにより繁殖させる手法をとるが、最近はクレマチス用の発根促進剤、植物成長調整剤により容易になっている。